# リヴ・タイラー
リヴ・ラングレン・タイラー（Liv Rundgren Tyler, 1977年7月1日 - ）は、アメリカ合衆国の女優。父親はロックバンド、エアロスミスのボーカルのスティーヴン・タイラー。母親はモデルのビビ・ビュエル。

## 来歴

### 生い立ち
ニューヨーク州ニューヨークで生まれ、メイン州ポートランドで育つ。母ビビ・ビュエルはドイツ系アメリカ人、父のスティーヴン・タイラーはイタリア系とウクライナ系ユダヤ人（当時はロシア）とインディアンのチェロキー族の血筋。
母親のビビは妊娠に気づいた頃、薬物依存症だったスティーヴンとの別れを決意し、以前に交際していたトッド・ラングレンの元へ戻る。トッドはビビのお腹の子供が自分の子ではないことを承知の上で、その子供の父親になることを承諾。その後トッドとビビは別れたが、トッドはリヴを実の娘として扱い続けていた。
スティーブンと初めて顔を合わせたのは、ラングレンのコンサートで、バックステージに顔を合わせて親子である事を知らないまま親交を深めた。母親から父親についての真相を知らされていなかったため、リヴ自身も含めスティーヴンが彼女の父親である事を知る人間はいなかった。9歳のときに、偶然出会ったスティーヴンの娘であるミア・タイラー（リヴにとっては腹違いの妹）と自分が似ていたため、母親を問いつめた結果、自分がスティーヴン・タイラーの娘であると知った。
14歳のときにスティーヴンからタイラーの姓を名乗るように薦められ、『リヴ・タイラー』に改名した（なお、ラングレン姓はミドルネームとして残した）。この頃からスティーヴンとリヴの親子関係が公にも知られるようになった。

### キャリア
15歳からモデルとして活躍していたが、モデル業に飽き、1993年に父スティーヴンの歌う『クレージー』という曲のビデオクリップにアリシア・シルヴァーストーンと共演、ビデオクリップの中で高校からこっそり抜け出して街で遊びまくる不良役を演じた。二人の共演は大衆の目に留まり、一躍有名になる。
その後すぐ、リチャード・ドレイファスやリンダ・ハミルトン出演の 『Silent Fall』（1994年）でデビュー。青春映画『エンパイア レコード』（1995年）やベルナルド・ベルトルッチ監督の『魅せられて』（1996年）、トム・ハンクス監督の『すべてをあなたに』（1996年）等に出演してキャリアを重ねて行った。
1998年映画『アルマゲドン』において、ヒロイン「グレース・スタンパー」役として出演。メインテーマとなった『ミス・ア・シング（I DON'T WANT TO MISS A THING）』はエアロスミス（実父スティーヴン・タイラーがボーカル）によるもので、ビデオクリップでは合成という形ながら父娘共演し、話題になった。
2001年からはピーター・ジャクソン監督の『ロード・オブ・ザ・リング』シリーズにアルウェン役で三作連続で出演。
2012年には歌手としてデビュー。

### 私生活
1996年から1998年まで俳優のホアキン・フェニックスと交際。
2003年にイギリスのロックバンド スペースホッグのボーカルであるロイストン・ランドン（ラングドンと表記されることもある）と結婚し、2004年12月14日にミロ・ウィリアム・ランドンを出産したが、2008年5月8日にランドンと破局したと報じられた。
2015年2月11日、デイヴ・ガードナー（スポーツエージェントを肩書とする英国人）との間にもうけたセーラー・ジーン・ガードナーが誕生。2016年7月8日、第3子のルーラ・ローズ・ガードナーを出産。2021年11月7日、ガードナーとは3月に破局していたと報じられた。

## フィルモグラフィー

### 映画
| 年   | 題名                                                                             | 役名                       | 備考                                       | 吹き替え                                                                           |
| ---- | -------------------------------------------------------------------------------- | -------------------------- | ------------------------------------------ | ---------------------------------------------------------------------------------- |
| 1994 | 精神分析医J Silent Fall                                                          | シルヴィー                 |                                            | 玉川砂記子                                                                         |
| 1995 | 君に逢いたくて Heavy                                                             | キャリー                   |                                            |                                                                                    |
| 1995 | エンパイア レコード Empire Records                                               | コリー・メイソン           |                                            | （吹き替え版なし）                                                                 |
| 1996 | 魅せられて Stealing Beauty                                                       | ルーシー・ハーモン         |                                            | 松本梨香                                                                           |
| 1996 | すべてをあなたに That Thing You Do!                                              | フェイ・ドーラン           |                                            | 黒田由美                                                                           |
| 1997 | 秘密の絆 Inventing the Abbotts                                                   | パメラ・アボット           |                                            | 湯屋敦子                                                                           |
| 1997 | Uターン U Turn                                                                   | バス停の少女               | カメオ出演                                 | 湯屋敦子                                                                           |
| 1998 | アルマゲドン Armageddon                                                          | グレース・スタンパー       |                                            | 藤貴子（ソフト版） 石塚理恵（フジテレビ版） 小林沙苗（日本テレビ版、テレビ朝日版） |
| 1999 | プランケット&マクレーン Plunkett & Macleane                                      | レディ・レベッカ・ギブソン |                                            | 湯屋敦子                                                                           |
| 1999 | クッキー・フォーチュン Cookie's Fortune                                          | エマ・デュバル             |                                            | 湯屋敦子                                                                           |
| 1999 | オネーギンの恋文 Onegin                                                          | ターニャ                   |                                            | （吹き替え版なし）                                                                 |
| 2000 | Dr.Tと女たち Dr. T and the Women                                                 | マリリン                   |                                            | 夏川朋子                                                                           |
| 2001 | ジュエルに気をつけろ! One Night at McCool's                                      | ジュエル                   |                                            | 岡本麻弥                                                                           |
| 2001 | ロード・オブ・ザ・リング The Lord of the Rings: The Fellowship of the Ring       | アルウェン                 |                                            | 坪井木の実                                                                         |
| 2002 | ロード・オブ・ザ・リング/二つの塔 The Lord of the Rings: The Two Towers          | アルウェン                 |                                            | 坪井木の実                                                                         |
| 2003 | ロード・オブ・ザ・リング/王の帰還 The Lord of the Rings: The Return of the King  | アルウェン                 |                                            | 坪井木の実                                                                         |
| 2004 | 世界で一番パパが好き! Jersey Girl                                                | マヤ                       |                                            | 岡本麻弥                                                                           |
| 2005 | リターン・トゥー・マイ・ラヴ Lonesome Jim                                        | アニカ                     |                                            | （吹き替え版なし）                                                                 |
| 2007 | 再会の街で Reign Over Me                                                         | アンジェラ・オークハースト |                                            | 坪井木の実                                                                         |
| 2008 | ストレンジャーズ/戦慄の訪問者 The Strangers                                      | クリスティン・マッケイ     |                                            | 林真理花                                                                           |
| 2008 | インクレディブル・ハルク The Incredible Hulk                                     | ベティ・ロス               |                                            | 甲斐田裕子                                                                         |
| 2010 | スーパー! Super                                                                  | サラ                       |                                            | 兼田恵                                                                             |
| 2011 | ザ・レッジ -12時の死刑台- The Ledge                                              | シァーナ                   |                                            | （吹き替え版なし）                                                                 |
| 2012 | 素敵な相棒 〜フランクじいさんとロボットヘルパー〜 Robot & Frank                  | マディソン・ウェルド       |                                            | （吹き替え版なし）                                                                 |
| 2014 | スペース・ステーション76 Space Station 76                                        | ジェシカ・マクコーミック   |                                            | 小林沙苗                                                                           |
| 2018 | ワイルドリング 変身する少女 Wildling                                             | エレン・クーパー保安官     | 兼製作 別題『ワイルドリング 覚醒する少女』 | 武田華                                                                             |
| 2019 | アド・アストラ Ad Astra                                                          | イブ・マクブライド         |                                            | 小林沙苗                                                                           |
| 2025 | キャプテン・アメリカ:ブレイブ・ニュー・ワールド Captain America: Brave New World | ベティ・ロス               | カメオ出演                                 | 甲斐田裕子                                                                         |

### テレビシリーズ
| 年        | 邦題/原題                             | 役名               | 備考                    | 吹き替え   |
| --------- | ------------------------------------- | ------------------ | ----------------------- | ---------- |
| 2014-2017 | LEFTOVERS/残された世界 The Leftovers  | メグ・アボット     | 計22話出演              | 甲斐田裕子 |
| 2017      | ガンパウダー Gunpowder                | アン・ヴォークス   | ミニシリーズ、計3話出演 | 林真里花   |
| 2018-2019 | Harlots/ハーロッツ 快楽の代償 Harlots | イザベラ・フィッツ | 計16話出演              |            |
| 2020      | 9-1-1: LONE STAR 9-1-1: Lone Star     | ミシェル・ブレイク | 計10話出演              | 木下紗華   |